# Gerd Hanebeck
Gerd Hanebeck (* 3. Januar 1939 in Remscheid; † 27. Oktober 2017 in Wuppertal) war ein deutscher Maler, Grafiker und Objektkünstler, der in Wuppertal lebte und arbeitete.

## Leben und Werk
Gerd Hanebeck studierte an der Werkkunstschule Wuppertal. Sein Wohnhaus mit Atelier richtete er auf dem Wuppertaler Ölberg ein. Er sammelte afrikanische Skulpturen und Kultgegenstände, reiste jedoch nicht nach Afrika, was ihm die Bezeichnung „malender Karl May“ einbrachte. Seine Kunst wurde beeinflusst von Fachkenntnissen archaischer Kulturen, insbesondere der afrikanischen. Diese Kenntnisse schlugen sich in unterschiedlichen Kunstformen nieder: Gemälde, Zeichnungen, Terrakotten, Objekte und Buchkästen.
Hanebeck war kein traditioneller Maler. Amorphe Figurationen brechen aus seinen Bildern und Objekten heraus. Symbole afrikanischer Kulturen wie Schlangen, Zickzacklinien, Dreieckzeichen werden in Farbflächen gemischt und bilden reliefartige Bildelemente. Schriftzeichen, Chiffren erhalten neue Bildfunktionen, werden aus ihren ursprünglichen Zusammenhängen herausgerissen und in die Gegenwart transportiert. Holzbretter werden eingeschnürt mit Ledergürteln. Eisenketten, Knochenteile, Haken, Nägel und Stricke fügen sich zu Materialbildern zusammen. Naturfarben wie Sepia, Ocker, braune, blaue und rote Farbnuancen bestimmen seine Bilder und Skulpturen. Anregungen fand Hanebeck im Werk von Antoni Tàpies und Joseph Beuys. Insbesondere seine Buchobjekte oder Buchkästen fanden Einzug in die Kunstwelt. Verbleit, verschnürt, verschachtelt machte sich der Maler zum Autor, wobei er auf Schrift verzichtete und mit Symbolen und Zeichen von einer „fernen archaischen Kultur“ erzählte.
Gerd Hanebeck war Lehrbeauftragter für plastisches Gestalten an der Fachhochschule Münster und für experimentelle Graphik an der Fachhochschule Dortmund. Zudem unterrichtete er einige Jahre als Kunstlehrer an der städtischen Realschule Wuppertal Barmen.

## Auszeichnungen
- 1960: 3. Rubinstein-Preis, München
- 1962: Stipendiat des Kulturkreises im Bundesverband der Deutschen Industrie
- 1963/65/67:   Reisestipendien der Stadt und der IHK Wuppertal
- 1966: Studienaufenthalt in Rom
- 1971: Förderpreis des Eduard von der Heydt-Preises, Wuppertal, zusammen mit Peter Brötzmann[5]
- 1972: Karl Ernst Osthaus-Preis, Hagen
- 1973: Einladung zu den 3. Internationalen Malerwochen, Eisenstadt/Österreich

## Arbeiten in öffentlichen und privaten Sammlungen
- von der Heydt-Museum, Wuppertal
- Märkisches Museum (Witten)
- Städtische Kunstsammlung Darmstadt
- Museum Wiesbaden
- Staatliche Kunstsammlung Kassel
- Niedersächsisches Landesmuseum für Kunst und Kulturgeschichte, Oldenburg
- Burgenländische Landesgalerie, Eisenstadt/Österreich
- Fonds Regional d'art contemporain de Haute-Normandie
- Staatliches Museum Schwerin
- Papiermuseum Lenningen